# James Ivory

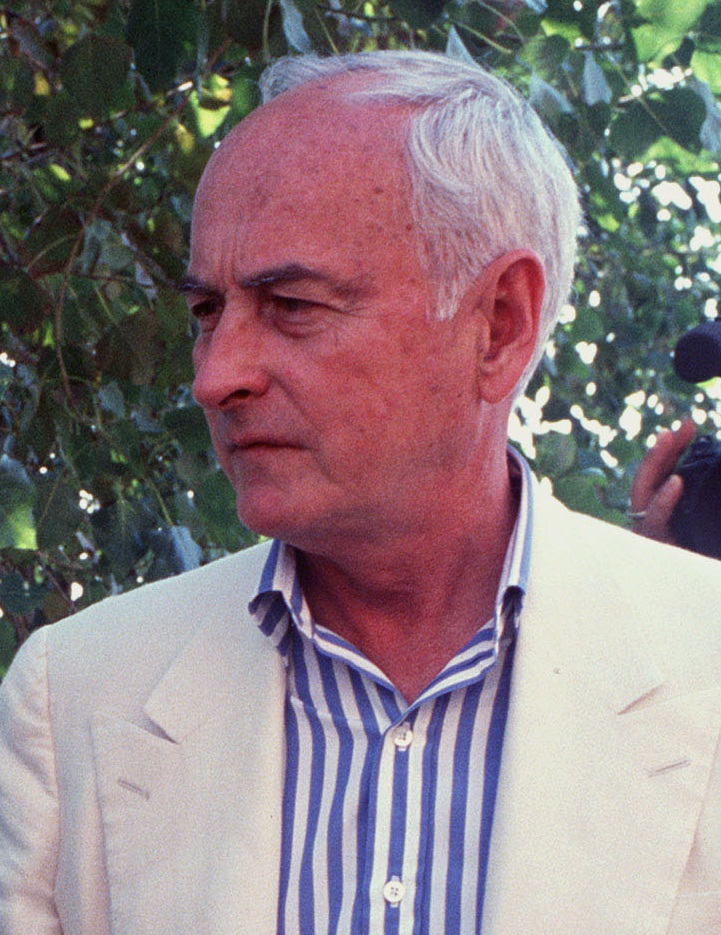
James Ivory (1991)

James Francis Ivory (* 7. Juni 1928 in Berkeley, Kalifornien) ist ein US-amerikanischer Filmregisseur, Filmproduzent und Drehbuchautor. Bekannt wurde er als Regisseur von preisgekrönten Literaturverfilmungen wie Zimmer mit Aussicht, Wiedersehen in Howards End und Was vom Tage übrig blieb. Für sein Drehbuch zum Film Call Me by Your Name erhielt Ivory im Jahr 2018 den Oscar.

## Leben und Karriere
Der Sohn einer wohlhabenden Holzhändler-Familie wuchs in Oregon auf. Er besuchte die USC Film School, an der er auch seinen ersten Dokumentarfilm drehte, dessen Finanzierung ihm Geldgeschenke seines Vaters ermöglichten. Bei der Vorführung eines Dokumentarfilms über indische Miniaturmalerei auf dem indischen Konsulat in New York lernte Ivory den schon etwas erfahreneren, indisch-britischen Filmemacher Ismail Merchant kennen. Daraus entwickelte sich neben einer beruflichen Partnerschaft auch eine private Lebensgemeinschaft. Insgesamt entstanden über 20 Filme mit Merchant als Produzent und Ivory als Regisseur. Diese private und berufliche Beziehung hielt bis zu Merchants Tod im Jahr 2005. Bis auf die Rolle der Olive Chancellor (Vanessa Redgrave) in Die Damen aus Boston und den Film Maurice spielen homosexuelle Figuren oder Themen in den gemeinsamen Produktionen keine besondere Rolle.
Im Jahr 1961 gründeten sie die Produktionsfirma Merchant Ivory Productions, die bis heute Bestand hat. Schon beim ersten gemeinsamen Projekt The Householder (1963) schrieb Ruth Prawer Jhabvala das Drehbuch, die während ihrer Kindheit aus Deutschland geflohene Jüdin sollte auch für fast alle gemeinsamen Produktionen als Autorin arbeitete. In den 1960er- und 1970er-Jahren drehte das Team viele Filme in der ehemaligen britischen Kolonie Indien, in denen sich oftmals britische und indische Figuren und die jeweiligen Kulturen begegnen. Beginnend mit Die Europäer (1979), einer Verfilmung des gleichnamigen Romans von Henry James, arbeitete Ivory in der Regel stets mit dem US-amerikanischen Komponisten Richard Robbins zusammen. Bei Heat and Dust (1983) mit Julie Christie in der Hauptrolle schrieb Jhabvala das Drehbuch basierend auf ihrem eigenen Roman, der zuvor 1975 den Booker Prize gewonnen hatte.
Einem breiten Kinopublikum wurde Ivory ab den 1980er-Jahren mit aufwendigen und stilsicheren Verfilmungen literarischer Vorlagen, vor allem aus England, bekannt. Der erste weltweite Erfolg von Merchant Ivory Productions war Zimmer mit Aussicht (1985), eine Verfilmung des gleichnamigen Romans von E. M. Forster, die zu einem unerwarteten Kassenschlager wurde und Helena Bonham Carter den schauspielerischen Durchbruch brachte. Zimmer mit Aussicht wurde für acht Oscars nominiert und gewann drei der Preise. 1987 inszenierte Ivory mit Maurice einen weiteren Roman von E. M. Forster, in dem eine schwule Liebesbeziehung im Mittelpunkt steht. Der Film war bei dem damaligen Publikum wenig erfolgreich, ist aber inzwischen als einer ihrer besten Filme angesehen. Wenig erfolgreich war auch im New Yorker Künstlermilieu spielende Komödie Großstadtsklaven (1988). In Mr. & Mrs. Bridge (1990) spielte das Schauspieler-Ehepaar Paul Newman und Joanne Woodward die Hauptrolle. Mit den Filmen Wiedersehen in Howards End (1992), der vier Oscars gewann und die dritte Forster-Verfilmung war, und Was vom Tage übrig blieb (1993) nach dem Roman von Kazuo Ishiguro erreichte Ivory den Höhepunkt seiner Karriere. In beiden Filmen spielten Anthony Hopkins und Emma Thompson die Hauptrollen, wobei letztere durch die beiden Filme ihren schauspielerischen Durchbruch hatte. Für Zimmer mit Aussicht, Wiedersehen in Howards End und Was vom Tage übrig blieb war er jeweils in der Kategorie Beste Regie für einen Oscar nominiert.
Nach Jefferson in Paris von 1995, in dem Nick Nolte die Hauptrolle als Thomas Jefferson spielte, ließ der Erfolg der Merchant Ivory Productions langsam nach, ebenso endete der Boom an historischen Verfilmungen im Allgemeinen. Trotzdem blieb Ivory der Inszenierung solcher Stoffe weiterhin verbunden, etwa mit der Henry-James-Verfilmung Die goldene Schale (2000) und dem Drama The White Countess (2005), für das Ishiguro das Drehbuch verfasste. Nach Merchants Tod 2005 inszenierte Ivory nur noch das weniger beachtete Drama The City of Your Final Destination mit Anthony Hopkins und Laura Linney, das zu einem großen Teil in Uruguay spielt.

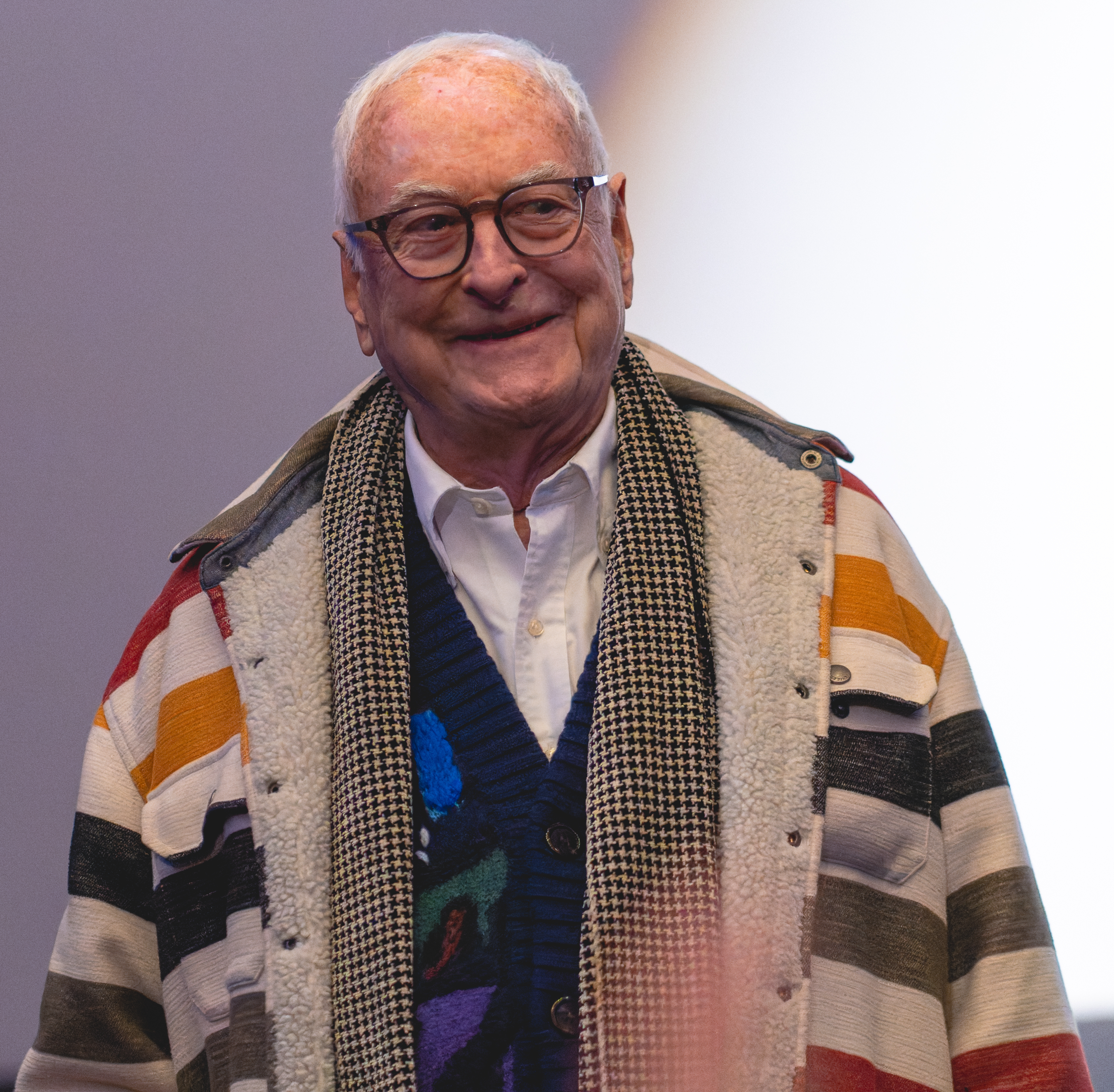
James Ivory (2024)

Sein Drehbuch zu dem Liebesdrama Call Me by Your Name (2017), das er auch mitproduzierte, brachte ihm unter anderem den Oscar, den British Film Award, den Critics’ Choice Movie Award und eine Auszeichnung der Writers Guild of America ein. Der damals 89-jährige Ivory wurde durch seine Auszeichnung auf der Oscarverleihung 2018 die älteste Person, die jemals den Oscar im Wettbewerb gewinnen konnte. Auch mit über 90 Jahren arbeitet Ivory weiterhin an Filmprojekten als Produzent und Autor. Im November 2021 veröffentlichte er seine Autobiografie Solid Ivory.

## Stil und Themen seiner Filme
Im englischsprachigen Raum steht die Bezeichnung Merchant Ivory film in Filmkreisen für ein bestimmtes Genre, nämlich Kostümfilme mit berühmten britischen Schauspielern sowie literarischen und historischen Bezügen. Die meist fein nuancierten Literaturverfilmungen seien unverkennbar und sich sehr ähnlich gewesen, aber sie hätten „hohe Standards“ gehabt, und Ivory habe „mehr gute Filme als schlechte“ inszeniert. Der Tagesspiegel schrieb, Ivorys Filme seien in den 1980er- und 1990er-Jahren „das Gütesiegel für Prestigekino der englischsten Sorte“ gewesen und hätten einen Boom an Literaturverfilmungen ausgelöst: „Exquisit ausgestattete und inszenierte Gesellschaftsdramen vor historischer Kulisse, die ein vergangenes England heraufbeschwören, ohne das Klassensystem zu verklären.“
Viele der Filme von Merchant Ivory Productions spielen mit intelligenten Figuren der Mittel- und Oberschicht und sind oft historisch im frühen 20. Jahrhundert angesiedelt. Obwohl viele der Filme hochklassig produziert wirken, waren die Budgets meist niedrig, und Ivory konnte daher mit großer künstlerischer Freiheit Filmprojekte inszenieren. Das Interesse von Ivory, Merchant und Jhabvala galt – entsprechend ihrer eigenen sehr unterschiedlichen Herkünfte – häufig interkulturellen Konflikten (etwa zwischen Indern und Briten oder Briten und Amerikanern), der Unterdrückung von Individuen (insbesondere Frauen) und den gesellschaftlichen Klassenunterschieden (etwa in Wiedersehen in Howards End und Was vom Tage übrig blieb, in denen Figuren mit unterschiedlichem Status und unterschiedlichen politischen Ansichten aufeinander prallen). Oft stehen auch Häuser und Möbel im Mittelpunkt der Filmhandlung und nehmen eine symbolische Rolle ein, was auch Ivorys persönlichem Interesse an Architektur zuzuschreiben ist.

## Filmografie (Auswahl)
- 1959: The Sword and the Flute (Kurzfilm, auch Drehbuch)
- 1963: The Householder
- 1965: Shakespeare-Wallah
- 1970: Hollywood in Bombay (Bombay Talkie)
- 1972: Unter Wilden (Savages)
- 1974: Wild Party (The Wild Party)
- 1975: Autobiographie einer Prinzessin (Autobiography of a Princess)
- 1977: Der Tanzpalast (Roseland)
- 1978: Der große Trubel um Georgies und Bonnies Bilder (Hullaballo over Georgie’s and Bonnie’s Pictures)
- 1979: Die Europäer (The Europeans)
- 1980: Jane Austen in Manhattan
- 1981: Quartett (Quartet)
- 1982: Hitze und Staub (Heat and Dust)
- 1984: Die Damen aus Boston (The Bostonians)
- 1985: Zimmer mit Aussicht (A Room with a View)
- 1987: Maurice
- 1988: Großstadtsklaven (Slaves of New York)
- 1989: Mr. & Mrs. Bridge
- 1991: Wiedersehen in Howards End (Howards End)
- 1993: Was vom Tage übrig blieb (The Remains of the Day)
- 1994: Jefferson in Paris
- 1996: Mein Mann Picasso (Surviving Picasso)
- 1998: Zeit der Jugend (A Soldier’s Daughter Never Cries)
- 2000: Die goldene Schale (The Golden Bowl)
- 2003: Eine Affäre in Paris (Le Divorce) (auch Drehbuch, Letzteres zusammen mit Ruth Prawer Jhabvala)
- 2005: The White Countess
- 2009: The City of Your Final Destination
- 2017: Call Me by Your Name (nur Drehbuch)
- 2018: The Aspern Papers (nur Produzent)
- 2022: A Cooler Climate (autobiografischer Dokumentarfilm, Co-Regie und Drehbuchautor)

## Auszeichnungen
British Academy Film Award
- 1984: Nominierung für die Beste Regie für Hitze und Staub
- 1987: Nominierung für die Beste Regie für Zimmer mit Aussicht
- 1987: Auszeichnung für den Besten Film für Zimmer mit Aussicht (mit Ismail Merchant)
- 1993: Nominierung für die Beste Regie für Wiedersehen in Howards End
- 1993: Auszeichnung für den Besten Film für Wiedersehen in Howards End (mit Ismail Merchant)
- 1993: Nominierung für die Beste Regie für Was vom Tage übrig blieb
- 1994: Nominierung für den Besten Film für Was vom Tage übrig blieb (mit Ismail Merchant)
- 2018: Auszeichnung für das Beste adaptierte Drehbuch für Call Me by Your Name

Critics’ Choice Movie Award
- 2018: Auszeichnung für das Beste adaptierte Drehbuch für Call Me by Your Name

David di Donatello
- 1987: Preis für den Besten Film und die Beste Regie für Zimmer mit Aussicht

Directors Guild of America Award
- 1995: Auszeichnung für das Lebenswerk

Golden Globe Award
- 1987: Nominierung für die Beste Regie für Zimmer mit Aussicht
- 1993: Nominierung für die Beste Regie für Wiedersehen in Howards End
- 1994: Nominierung für die Beste Regie für Was vom Tage übrig blieb

Internationale Filmfestspiele Berlin
- 1965: Nominierung für den Goldenen Bären für Shakespeare-Wallah

Internationale Filmfestspiele von Cannes
- 1992: Auszeichnung mit dem Jubiläumspreis zum 45. Filmfestival für Wiedersehen in Howards End

Internationale Filmfestspiele von Venedig
- 1987: Auszeichnung mit dem Silbernen Löwen für Maurice (gemeinsam mit dem Film Lunga vita alla signora)

National Board of Review
- 1992: Auszeichnung für die Beste Regie für Wiedersehen in Howards End

Oscar
- 1987: Nominierung für die Beste Regie für Zimmer mit Aussicht
- 1993: Nominierung für die Beste Regie für Wiedersehen in Howards End
- 1994: Nominierung für die Beste Regie für Was vom Tage übrig blieb
- 2018: Auszeichnung für das Beste adaptierte Drehbuch für Call Me by Your Name

Writers Guild of America Award
- 2018: Auszeichnung für das Beste adaptierte Drehbuch für Call Me by Your Name

## Werke
- Solid Ivory. Corsair, London 2021, ISBN 978-1-4721-5573-3.